# Pseudophyllophila
Pseudophyllophila là một chi bướm đêm thuộc họ Noctuidae.